# Кубок Східного Тимору з футболу 2019
Кубок Східного Тимору з футболу 2019 — 7-й розіграш кубкового футбольного турніру у Східному Тиморі. Титул володаря кубка вперше здобув Лаленок Юнайтед.

## Календар
| Раунд            | Дата                        | Матчі | Клуби   |
| ---------------- | --------------------------- | ----- | ------- |
| Попередній раунд | 7-28 травня 2019            | 4     | 20 → 16 |
| 1/8 фіналу       | 3 липня - 21 серпня 2019    | 8     | 16 → 8  |
| 1/4 фіналу       | 28 серпня - 19 вересня 2019 | 4     | 8 → 4   |
| 1/2 фіналу       | 5-6 жовтня 2019             | 2     | 4 → 2   |
| Фінал            | 12 жовтня 2019              | 1     | 2 → 1   |

## Попередній раунд
| Команда 1            | Рахунок | Команда 2            |
| -------------------- | ------- | -------------------- |
| 7 травня 2019        |         |                      |
| Атлетіку (Ультрамар) | 4:1     | Зебра (2)            |
| 14 травня 2019       |         |                      |
| Айтана (2)           | 3:2     | Нагарджу (2)         |
| 21 травня 2019       |         |                      |
| Ліка-Ліка (2)        | 4:1     | Спортінг (Тимор) (2) |
| 28 травня 2019       |         |                      |
| ФІЕЛ (2)             | 0:2     | Боавішта             |

## 1/8 фіналу
| Команда 1            | Рахунок | Команда 2          |
| -------------------- | ------- | ------------------ |
| 3 липня 2019         |         |                    |
| Атлетіку (Ультрамар) | 2:0     | Порту Тайбессі (2) |
| 10 липня 2019        |         |                    |
| Лаленок Юнайтед      | 3:1     | Каркету            |
| 17 липня 2019        |         |                    |
| Ассалам              | 9:1     | Какушан (2)        |
| 24 липня 2019        |         |                    |
| Айтана (2)           | 2:1     | Понта Лешті        |
| 31 липня 2019        |         |                    |
| Ліка-Ліка (2)        | 2:1     | Леру (2)           |
| 7 серпня 2019        |         |                    |
| Санта-Круз (2)       | 0:6     | Бенфіка Лаулара    |
| 14 серпня 2019       |         |                    |
| ДІТ (2)              | 0:1     | Академіка          |
| 21 серпня 2019       |         |                    |
| Боавішта             | 5:2     | Каблакі (2)        |

## 1/4 фіналу
| Команда 1            | Рахунок | Команда 2       |
| -------------------- | ------- | --------------- |
| 28 серпня 2019       |         |                 |
| Атлетіку (Ультрамар) | -:+     | Лаленок Юнайтед |
| 4 вересня 2019       |         |                 |
| Ассалам              | 4:0     | Айтана (2)      |
| 18 вересня 2019      |         |                 |
| Академіка            | 1:2     | Боавішта        |
| 19 вересня 2019      |         |                 |
| Ліка-Ліка (2)        | 0:3     | Бенфіка Лаулара |

## 1/2 фіналу
| Команда 1       | Рахунок      | Команда 2 |
| --------------- | ------------ | --------- |
| 5 жовтня 2019   |              |           |
| Лаленок Юнайтед | 2:2 пен. 4:2 | Ассалам   |
| 6 жовтня 2019   |              |           |
| Бенфіка Лаулара | 1:1 пен. 5:4 | Боавішта  |

## Фінал
| 12 жовтня 2019 |

| Лаленок Юнайтед                       | 3:2      | Бенфіка Лаулара      |
| ------------------------------------- | -------- | -------------------- |
| Мішкута 48' Кошта 68' Піменталь 90+1' | Протокол | Музінью 13' Галі 30' |

| Національний стадіон, Ділі Глядачів: 5 000 |